# Nośnik leku
Nośnik leku – substancja używana w procesie dostarczania leków, która ma na celu poprawę selektywności, skuteczności i/lub bezpieczeństwa podawania leków. Nośniki leków są przede wszystkim stosowane do kontrolowania uwalniania leków do krążenia ogólnoustrojowego. Może to być osiągnięte poprzez powolne uwalnianie konkretnego leku przez długi czas (typowo dyfuzja) lub poprzez wyzwalane uwalnianie w miejscu docelowym leku przez pewien bodziec, taki jak zmiany pH, zastosowanie ciepła lub aktywacja światłem. Nośniki leków są również stosowane w celu poprawy właściwości farmakokinetycznych, zwłaszcza biodostępności, wielu leków o słabej rozpuszczalności w wodzie i/lub przepuszczalności przez błony.
Opracowano i przebadano szeroką gamę systemów nośników leków, z których każdy ma unikalne zalety i wady. Do bardziej popularnych typów nośników leków należą liposomy, cyklodekstryny, micele polimerowe, hydrożele, mikrosfery i nanostruktury. Zastosowano różne metody przyłączania leku do nośnika, w tym adsorpcję, integrację w strukturę masy, enkapsulację, wiązanie kowalencyjne i kompleksy inkluzyjne. Różne typy nośników leków wykorzystują różne metody przyłączania, a niektóre nośniki mogą nawet implementować różnorodne metody przyłączania.

## Typy nośników leków

### Liposomy
Liposomy to struktury składające się z co najmniej jednej dwuwarstwy lipidowej otaczającej wodny rdzeń. Ta hydrofobowa/hydrofilowa kompozycja jest szczególnie przydatna do dostarczania leków, ponieważ te nośniki mogą pomieścić wiele leków o różnej lipofilowości. Do wad związanych z używaniem liposomów jako nośników leków należy słaba kontrola nad uwalnianiem leku. Leki o wysokiej przepuszczalności przez błonę mogą łatwo „wyciekać” z nośnika, podczas gdy optymalizacja stabilności in vivo może powodować, że uwalnianie leku przez dyfuzję jest powolnym i nieefektywnym procesem. Znaczna część obecnych badań nad liposomami koncentruje się na poprawie dostarczania leków przeciwnowotworowych, takich jak doksorubicyna i paklitaksel.

### Cyklodekstryny
Cyklodekstryny (CD) to rodzina cyklicznych oligosacharydów z hydrofilową powierzchnią zewnętrzną i lipofilową wnęką centralną, które są w stanie tworzyć kompleksy typu gość-gospodarz z hydrofobowymi cząsteczkami o odpowiednim rozmiarze. W przemyśle farmaceutycznym CD stosuje się głównie jako środki kompleksujące w celu zwiększenia rozpuszczalności w wodzie słabo rozpuszczalnych leków oraz zwiększenia ich biodostępności i stabilności. CD są wykorzystywane w zastosowaniach farmaceutycznych do wielu celów, w tym do poprawy biodostępności leków. Badania na ludziach i zwierzętach wykazały, że CD można stosować w celu poprawy dostarczania leków z niemal każdego rodzaju postaci leku. Na rynku są dostępne różne produkty farmaceutyczne zawierające kompleksy lek/CD.

### Micele polimerowe
Micele polimerowe to nośniki leków powstające w wyniku agregacji pewnych amfifilowych cząsteczek z amfifilowym kopolimerem blokowym. Te nośniki tworzą się przy wysokim stężeniu specyficznym dla używanych związków, nazywanym krytycznym stężeniem miceli. Dodanie amfifilowego kopolimeru blokowego skutecznie obniża to krytyczne stężenie miceli, przesuwając równowagę wymiany monomerów. Te nośniki są porównywalne z liposomami, jednak brak wodnego rdzenia sprawia, że micele polimerowe są mniej przydatne do szerokiej gamy leków.

### Hydrożele
Wśród systemów dostarczania leków, hydrożele i nanożele odegrały kluczową rolę dzięki swoim korzystnym usieciowanym strukturom 3D. Mają zdolność do wchłaniania wody ze względu na obecność grup hydrofilowych, co czyni je doskonałymi superabsorbentami, które są nierozpuszczalne w wodzie. Nanożele, będące usieciowanymi hydrożelami o wielkości nanometrów (20–200 nm), charakteryzują się lepszym przenikaniem przez tkanki dzięki swoim małym rozmiarom. Hydrożele i nanożele oferują liczne zalety, takie jak biokompatybilność, hydrofilowość, kontrolowane uwalnianie leku oraz inteligentne dostarczanie leków. Są one uważane za interesujące rozwiązanie w zakresie kontrolowanego uwalniania leków, ponieważ mogą kapsułkować cząsteczki leków w swojej wodnej, spęczniałej sieci.

### Mikrosfery
Mikrosfery to puste, mikronowej wielkości nośniki, często tworzone poprzez samoorganizację związków polimerowych, które najczęściej są używane do enkapsulacji aktywnego leku w celu jego dostarczenia. Uwalnianie leku jest często osiągane przez dyfuzję przez pory w strukturze mikrosfery lub przez degradację otoczki mikrosfery. Prowadzone badania wykorzystują zaawansowane techniki montażu, takie jak precyzyjna fabrykacja cząsteczek, aby tworzyć mikrosfery zdolne do długotrwałej kontroli nad uwalnianiem leku.

### Nanostruktury

#### Nanowłókna
Nanowłókna jako nośniki leków stanowią zaawansowane rozwiązanie w dziedzinie dostarczania substancji czynnych. Ich ultra-cienka struktura na poziomie nanometrycznym pozwala na efektywne absorbowanie i kontrolowane uwalnianie leków. Dzięki wysokiej powierzchni właściwej oraz możliwości modyfikacji chemicznej, nanowłókna mogą być dostosowane do specyficznych potrzeb terapeutycznych. Znajdują zastosowanie m.in. w leczeniu ran, dostarczaniu leków przeciwnowotworowych oraz jako rusztowania w inżynierii tkankowej, otwierając nowe możliwości w precyzyjnym i skutecznym leczeniu medycznym.

#### Nanocząstki krzemionkowe
Nanocząstki krzemionkowe o mezoporowatej strukturze (MSN) mają potencjał jako bezpieczne i skuteczne nośniki do dostarczania leków do leczenia zaburzeń jamy ustnej. Jako system dostarczania leków, MSN doskonale łączą się z różnymi lekami, aby pokonać problemy z toksycznością ogólnoustrojową i niską rozpuszczalnością. MSN, działające jako powszechna nanoplatforma do jednoczesnego dostarczania wielu związków, zwiększają skuteczność terapii i pokazują obietnicę w walce z opornością na antybiotyki. MSN oferują nieinwazyjną i biokompatybilną platformę dostarczania, zapewniając długotrwałe uwalnianie poprzez reagowanie na bodźce w środowisku komórkowym.

#### Nanodiamenty
Nanodiamenty to nanocząstki węgla, których średnica może wynosić od ~4 do 100 nm. Nanodiamenty są zazwyczaj tworzone na dwa sposoby: z cząstek diamentowych o mikronowych rozmiarach w warunkach wysokiego ciśnienia i wysokiej temperatury, nazywanych nanodiamentami wysokociśnieniowymi, wysokotemperaturowymi oraz przez kompresję falą uderzeniową, nazywaną nanodiamentami detonacyjnymi. Powierzchnie tych nanodiamentów mogą być modyfikowane za pomocą procesów takich jak utlenianie i aminowanie w celu zmiany właściwości adsorpcyjnych.

#### Dendrymery
Dendrymery są silnie rozgałęzionymi organicznymi związkami o dobrze zdefiniowanej, symetrycznej strukturze. Z chemicznego punktu widzenia są trójwymiarowymi polimerami charakteryzującymi się kształtem kulistym. Na końcach ramion znajdują się końcowe grupy funkcyjne, które można łatwo modyfikować w celu zmiany ich właściwości chemicznych i fizycznych. Dendrymery mają nanometryczny zakres rozmiarów cząsteczkowych od 1 do 100 nm. Są wykorzystywane do dostarczania leków ze względu na ich wyjątkową topologię, funkcjonalność i wymiary, które są bardzo zbliżone do różnych istotnych biologicznych polimerów i struktur, takich jak DNA i białka. Dendrymery mogą wykazywać toksyczność głównie związana z interakcją powierzchni kationowych dendrymerów z ujemnymi błonami biologicznymi, co prowadzi do uszkodzenia błon komórkowych, powodując toksyczność hemolityczną i cytotoksyczność.

#### Nanorurki węglowe
Unikalne właściwości nanorurek węglowych (CNTs), takie jak wysokie stosunki powierzchni do objętości, zwiększona przewodność i wytrzymałość, biokompatybilność, łatwość funkcjonalizacji, właściwości optyczne itp., doprowadziły do rozważenia ich jako nośników leków i genów. Nanorurki węglowe są skutecznie pobierane przez wiele różnych typów komórek poprzez kilka mechanizmów. CNTs działają jako nośniki cząsteczek przeciwnowotworowych (w tym doksorubicyny i gemcytabiny), leków przeciwzapalnych, sterydów osteogenicznych (deksametazonu). Łatwa funkcjonalizacja powierzchni CNTs skłoniła do ich wykorzystania do dostarczania różnych genów, takich jak DNA plazmidowego (PDNA), mikro-RNA (miRNA) oraz małych interferujących RNA (siRNA) jako wektorów dostarczających geny do różnych chorób, takich jak nowotwory. Jednak ich zastosowanie jako nośników budzi obawy naukowców, które dotyczą nanotoksykologii CNTs i efektów środowiskowych CNTs, głównie z powodu ich niebiodegradowalnego stanu. Pomimo braku powszechnej aprobaty FDA, CNTs były badane przez dziesięciolecia i opublikowano wiele raportów in vivo oraz in vitro.

#### Nanocząstki metali
Zastosowanie nanocząstek metali (MNPs) przyciągnęło dużą uwagę, oferując znaczące postępy w medycynie poprzez zwiększenie wskaźnika terapeutycznego leków oraz precyzyjne celowanie miejscowe, zapobieganie oporności na leki i skuteczne dostarczanie substancji terapeutycznych. Oprócz dostarczania leków, znane są także inne zastosowania MNPs w medycynie, takie jak diagnostyka in vivo i in vitro oraz produkcja ulepszonych materiałów biokompatybilnych i suplementów diety. Wykorzystanie nanocząstek metali w systemach dostarczania leków ma istotne zalety, takie jak zwiększona stabilność i czas półtrwania nośnika leków w krążeniu, wymagana biodystrybucja oraz pasywne lub aktywne celowanie do określonego miejsca chorobowego.